# Antunes Filho
José Alves Antunes Filho (São Paulo, 12 de diciembre de 1929-São Paulo, 2 de mayo de 2019) fue un director de teatro brasileño, célebre por su puesta en escena de la obra Macunaíma.

## Biografía
Entre los espectáculos más importantes que desarrolló figura Macunaíma, inspirada en la obra homónima de Mário de Andrade, y Trono de Sangre, basada en Macbeth de William Shakespeare. Varios actores de renombre actuaron bajo su dirección, entre ellos Luís Melo, Giulia Gam, Maitê Proença, Alessandra Negrini, Angélica di Paula y Cláudia Abreu. 
Se considera a Macunaíma, estrenada en 1978, uno de los montajes más importantes e influyentes de la dramaturgia latinoamericana de los años 1980.
Abandonó sus estudios de Derecho para dedicarse a la dramaturgia. Inició la carrera dirigiendo grupos de aficionados. Realizó los primeros teleteatros de América del Sur para Rede Tupi en 1950, año del inicio de las transmisiones televisivas en Brasil. Más adelante fue invitado por el crítico teatral Décio de Almeida Prado para trabajar como asistente de dirección en el Teatro Brasileño de Comedia. Trabajó con el director polaco-brasileño Zbigniew Ziembiński, con quien se formó en disciplina y técnicas teatrales.
En 1953, debutó como director, con la obra Week-End, de Noël Coward. En 1958, dirigió El Diario de Anne Frank, de Francis Goodrich y Albert Hackett, uno de sus mayores éxitos. Era director del Centro de Pesquisas Teatrais (CPT), creado en 1982.
Dirigió una sola película para el cine, Compasso de Espera, un drama sobre racismo protagonizado por Zózimo Bulbul y Stênio Garcia, su actor preferido.
En 2006 recibió el Premio Bravo! en la categoría Mejor Espectáculo Teatral del Año, por la pieza A Pedra do Reino.

## Principales obras dirigidas
- 1967 - Black-Out
- 1978 - Macunaíma
- 1984 - Nelson 2 Rodrigues
- 1984 - Romeu e Julieta
- 1986 - A Hora e a Vez de Augusto Matraga
- 1988 - Xica da Silva
- 1989 - Paraíso Zona Norte
- 1991 - Nova Velha Estória
- 1992 - Macbeth – Trono de Sangue
- 1993 - Vereda da Salvação
- 1995 - Gilgamesh
- 1996 - Drácula e Outros Vampiros
- 1999 - Fragmentos Troianos
- 2001 - Medéia
- 2002 - Medéia 2
- 2004 - O Canto de Gregório
- 2005 - Antígona
- 2005 - Foi Carmen
- 2006 - A Pedra do Reino
- 2008 - Senhora dos Afogados
- 2009 - A Falecida Vapt-Vupt
- 2009 - Lamartine Babo
- 2010 - Triste fim de Policarpo Quaresma
- 2012 - Toda Nudez Será Castigada